# قیام گئومات و آغاز پادشاهی داریوش اول
قیام گئومات و آغاز پادشاهی داریوش اول (به آلمانی: Der Aufstand Gaumātas und die Anfänge Dareios' I) کتابی است که یوزف ویزه‌هوفر در ۱۹۷۸ نوشته است و هوشنگ صادقی آن را به فارسی برگردانیده است.